# Zishan, Jiangxi
Zishan är en köpinghuvudort i Kina. Den ligger i provinsen Jiangxi, i den sydöstra delen av landet, omkring 300 kilometer söder om provinshuvudstaden Nanchang. Antalet invånare är 53 857. Befolkningen består av 27 675 kvinnor och 26 182 män. Barn under 15 år utgör 30 %, vuxna 15-64 år 60 %, och äldre över 65 år 9,0 %.
Runt Zishan är det ganska tätbefolkat, med 239 invånare per kvadratkilometer. Zishan är det största samhället i trakten. Trakten runt Zishan består till största delen av jordbruksmark.
Genomsnittlig årsnederbörd är 1 965 millimeter. Den regnigaste månaden är maj, med i genomsnitt 358 mm nederbörd, och den torraste är oktober, med 19 mm nederbörd.